# Petrophile biloba
Petrophile biloba är en tvåhjärtbladig växtart som beskrevs av Robert Brown. Petrophile biloba ingår i släktet Petrophile och familjen Proteaceae. Inga underarter finns listade i Catalogue of Life.